# 威廉·匡·賈奇
威廉·匡·賈奇（英語：William Quan Judge，1851年4月13日—1896年3月21日），生於愛爾蘭都柏林，著名神秘主義者，神智學協會的創立者之一。

## 生平
威廉·匡·賈奇生於愛爾蘭，13歲時隨家人移民美國，21歲時歸化為美國人。他通過紐約州的律師資格考試，在商法方面特別傑出。